# بالاگیر
بالاگیر، روستایی از توابع بخش نالوس شهرستان اشنویه در استان آذربایجان غربی ایران است.

## جمعیت
این روستا در دهستان اشنویه جنوبی قرار دارد و براساس سرشماری مرکز آمار ایران در سال ۱۳۸۵، جمعیت آن ۴۱۸ نفر (۷۸ خانوار) بوده‌است.

## توضیحات
این روستا دارای امکانات زیادی است مثل خدمات کشاورزی، پرورش ماهی، پنچرگیری، آهنگری، تعمیرگاه ماشین، بنگاه معاملالت محصولات و زمین کشاورزی و همچنین با وجود قرار گرفتن در کنار رودخانهٔ گادر منطقه زیبای برای تعطیلات است

## تصاویر
<body>
http://uupload.ir/files/a4jn_photo_2016-03-03_20-53-12.jpg%5Bپیوند+مرده%5D
</body>